# Suva
Suva és la capital de les illes Fiji. És a la costa sud-oriental de l'illa de Viti Levu. És la seu de l'àrea metropolitana més gran del país i serveix de port principal. La ciutat es troba a la costa sud-est de l'illa de Viti Levu, a la província de Rewa, Divisió Central. Suva és el centre polític, econòmic i cultural de Fiji. També és la capital econòmica i cultural del Pacífic Sud, que acull la majoria de les seus regionals de les principals corporacions internacionals, agències internacionals i missions diplomàtiques. La ciutat també té una pròspera escena artística i d'espectacles, i una reputació creixent com a capital de la moda de la regió.
Segons el cens del 2017, la ciutat de Suva tenia 93.874 habitants, i l'àrea metropolitana, que inclou els suburbis que l'envolten, tenia 185.913 habitants. La combinació de població urbana de Suva i les ciutats que l'envolten, Lami, Nasinu i Nausori era d'uns 330.000 habitants: prop d'un terç de la població del país.
Hi viu una veritable barreja d'ètnies (fijians, indis, xinesos, tongalesos, samoans, de Salomó, micronesis, europeus, criolls...).
A la ciutat i a la rodalia hi ha esglésies cristianes, temples hindús i sikhs, mesquites musulmanes i fins i tot un cementiri jueu abandonat. Suva va esdevenir la capital de les Fiji el 1877. L'edifici més alt de les Fiji, el del Reserve Bank of Fiji, té la seu a Suva. Hi destaquen també el mercat municipal, l'antic Ajuntament, l'Albert Park, el Grand Pacific Hotel i els Thurston Gardens, on es troba el Museu de les Fiji. L'Escola de Medicina de les Fiji i un dels tres campus de la Universitat del Pacífic Sud (University of the South Pacific) són a Suva. Té un aeroport internacional, tot i que l'aeroport fijià més important es troba a Nadi.
El 1877, la capital de Fiji va ser traslladada a Suva des de Levuka, el principal assentament colonial europeu de l'època, a causa de la seva geografia i els seus voltants restrictius. L'administració de la colònia va ser transferida de Levuka a Suva el 1882.

## Geografia i característiques físiques
Suva no és només la capital de Fiji, sinó també el seu centre comercial i polític (encara que no necessàriament el seu centre cultural) i la seva principal ciutat portuària. Té una barreja d'edificis moderns i arquitectura d'època colonial.
Suva es troba al voltant d'un port en una península muntanyosa a la cantonada sud-est de l'illa de Viti Levu, entre la badia de Laucala i el port de Suva. Les muntanyes del seu nord i oest capturen els vents alisis del sud-est, produint condicions humides durant tot l'any.
Tot i que Suva es troba en una península i gairebé envoltada de mar, la seva costa està vorejada de manglars; la platja més propera és a 40 quilòmetres, al Pacific Harbour. Una part important del centre de la ciutat, inclosos els edificis del Parlament, està construït sobre manglars recuperats.

### Central
Suva està dividida en sis barris. El seu districte central de negocis, que es troba al que es coneix com el Barri Central, ocupa gairebé tot el costat sud-oest de la península.

### Barris de la ciutat
A continuació es mostra una llista dels sis barris de la ciutat, començant pel centre de la ciutat, seguit del barri més al nord, i després en el sentit de les agulles del rellotge:
1. Cèntric: centre de la ciutat; districte central de negocis

1. Tamavua: urbà; residencial

1. Cunningham: semiurbà; residencial

1. Nabua: urbà; residencial i industrial; té el seu propi nucli urbà separat; inclou una base militar i la Prefectura de Policia de la Divisió Sud

1. Samabula: urbà; residencial i industrial (amb grans zones industrials); té el seu propi nucli urbà separat; inclou una universitat

1. Muanikau: urbà; residencial; inclou grans instal·lacions esportives, una universitat i zones recreatives

### Corredor Suva-Nausori
Suva es troba enmig d'una àrea metropolitana, a vegades coneguda com el Complex Urbà de Suva, i a vegades informalment coneguda com a Suva, encara que abasta un total de quatre àrees amb els seus propis noms de ciutat o ciutat i els seus propis governs locals separats. Aquesta conurbació s'estén des de Lami (immediatament a l'oest de la ciutat de Suva) al llarg de l'autopista Queens, a través de Nasinu (immediatament a l'est de la ciutat de Suva), al riu Rewa, al llarg de l'autopista Kings, i després a Nausori a través del riu. Al nord i al nord-est estan les zones del parc de Colo-i-Suva i Sawani, al llarg de la carretera dels prínceps, que es connecten en el pont del riu Rewa. Tota aquesta zona (excepte Lami) també es coneix formalment com el corredor Suva–Nausori. És la zona més poblada de Fiji, amb més de 330.000 habitants.

## Clima
Suva té un clima de selva tropical, segons el sistema de classificació climàtica de Köppen. Però a causa dels seus vents alisis i ocasionals ciclons, no és un clima equatorial. La ciutat veu una gran quantitat de precipitacions durant tot l'any, sense veritable estació seca; cap mes té una pluja mitjana inferior a 60 mm. Suva té una mitjana 3000 mm de precipitació anual. El seu mes més sec, juliol, té una mitjana de 125 mm. Suva experimenta tantes precipitacions durant els 12 mesos de l'any que el terme «bon temps» en un informe meteorològic només significa «no plou realment». Com a moltes altres ciutats amb un clima de selva tropical, les temperatures són relativament constants durant tot l'any, amb una mitjana màxima d'uns 28 °C i una mínima mitjana d'uns 22 °C.
Suva té una pluja notablement més alta que Nadi o el costat occidental de Viti Levu (conegut pels habitants de Suva com «l'oest ardent»). Es diu que el segon governador de Fiji, Sir Arthur Gordon, va comentar que mai havia vist ploure enlloc com plou a Suva i que gairebé no hi havia un dia sense pluja. Les pluges més abundants s'observen de novembre a maig, mentre que els mesos una mica més freds de juny a octubre presenten pluges considerablement més moderades.

## Demografia

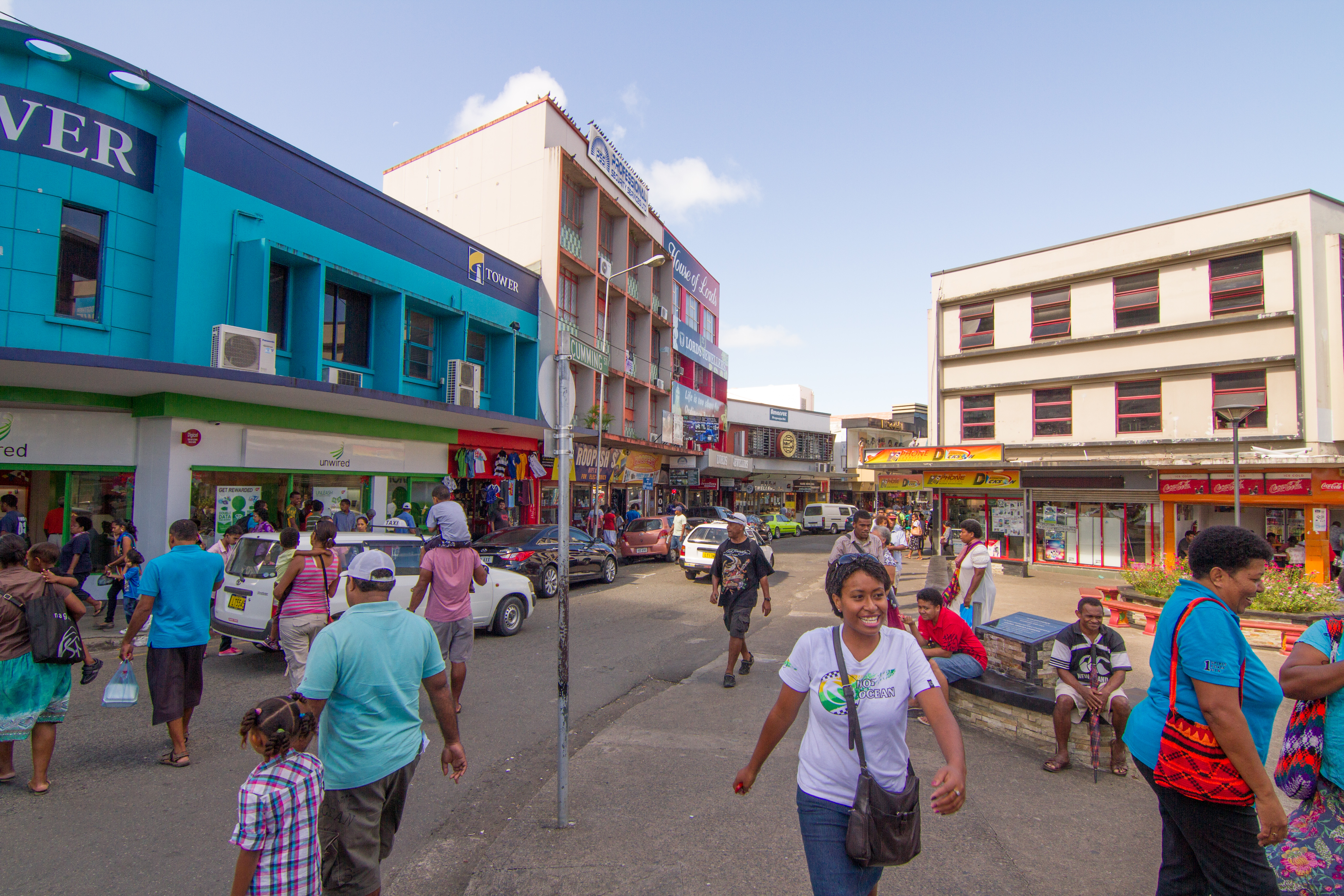
Gent a Suva

Suva és una ciutat multiracial i multicultural. Els indígenes de Fiji i els indofijians, els dos grups ètnics principals de Fiji, formen la major part de la població de Suva, i la ciutat és la llar de la majoria de les minories ètniques de Fiji, que inclouen Rotumans, Lauans, Rambians i caucàsics (europeus coneguts com a Kaivalagi)., part-europeus (d'ascendència europea i fijiana, coneguts com a «Kailoma») i xinesos, entre d'altres. La llengua més parlada és l'anglès, però les seves respectives comunitats també parlen fijià, hindi i altres llengües.
Els habitants de Suva són representatius de tots els principals grups indígenes del Pacífic: de vegades es coneix com la «Nova York del Pacífic». La ciutat té fama de centre econòmic important a la regió i és la seu del campus principal de la Universitat del Pacífic Sud. Això ha provocat una afluència de migrants del Pacífic, que estudien, treballen i viuen a la ciutat i els seus districtes.
| Ciutat de Suva                         | 141.273 | 167.975 | 85.691 | 93.970 |
| Dades oficials dels censos de població |         |         |        |        |

## Govern municipal
Suva té estatus municipal i, fins al 2009, estava governada per un alcalde i un ajuntament de 20 membres. L'Ajuntament de Suva era l'òrgan legislatiu municipal de la ciutat de Suva, capital de Fiji. Constava de 20 regidors, elegits per a mandats de tres anys de quatre circumscripcions plurinominals, anomenades barris. Els consellers eren elegits pels residents, terratinents i representants de les corporacions que posseïen o ocupaven béns imposables a Suva. Els consellers, al seu torn, triaven, d'entre els seus propis membres, un senyor alcalde i un tinent d'alcalde, que van exercir mandats d'un any i eren elegibles per a ser reemplaçats.
Tanmateix, el 2009, el govern interí de Fiji, recolzat per l'exèrcit, va acomiadar tots els funcionaris municipals de Fiji i va nomenar administradors especials per dirigir les zones urbanes. El 2015, el govern municipal electe no havia estat restaurat. L'administrador especial de Suva, juntament amb Nasinu proper, és Chandu Umaria, un antic alcalde de Suva.

## Punts de referència

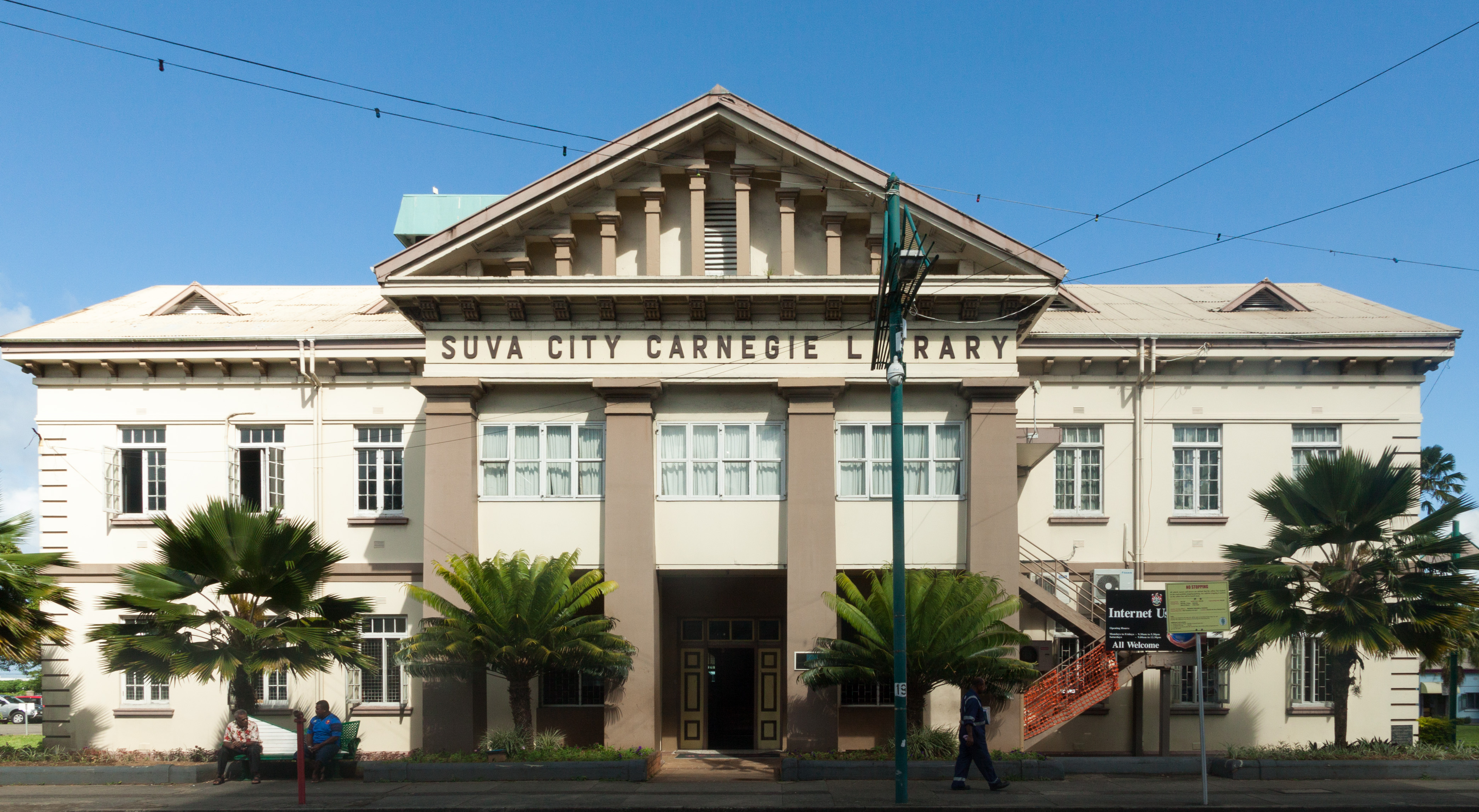
Biblioteca Carnegie de la ciutat de Suva

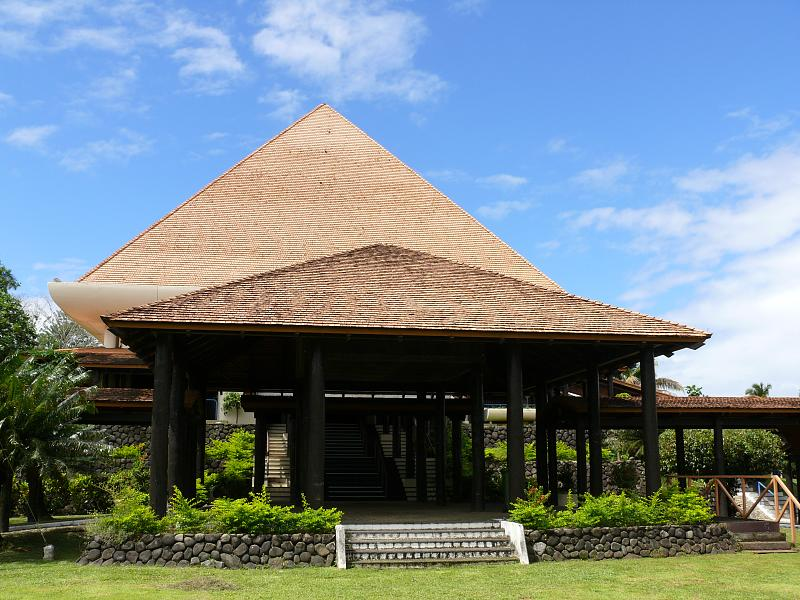
Palau del Parlament

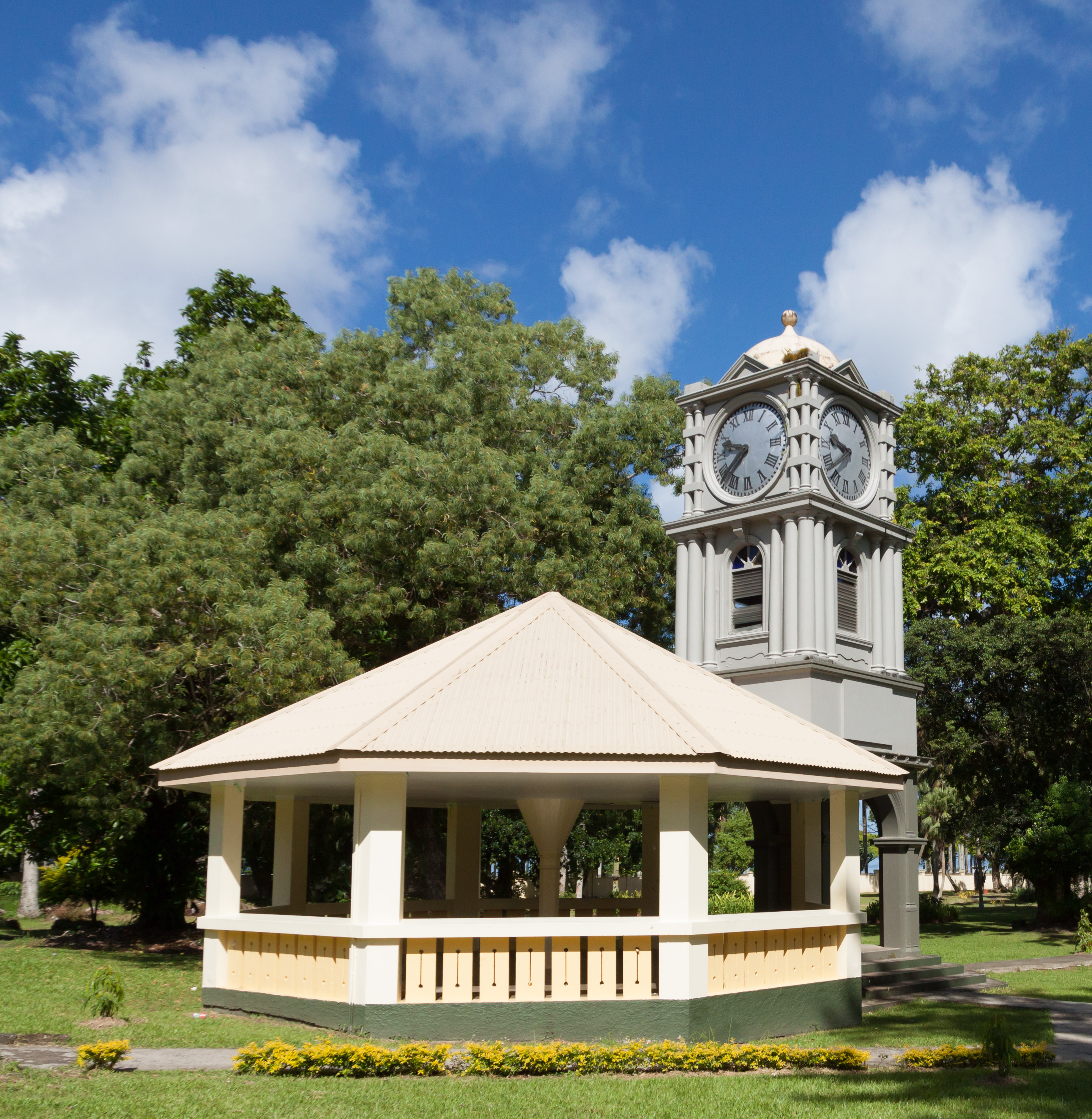
Thurston Gardens, Suva

Un punt de referència conegut és la Biblioteca Carnegie de la ciutat de Suva, que es va construir el 1909. És un dels molts edificis de l'època colonial de la ciutat.
Un altre punt de referència és el complex d'edificis governamentals de Suva. S'assenta sobre el que abans eren les aigües corrents d'un rierol. L'any 1935, es va drenar la riera i es van crear els fonaments del complex introduint més de cinc km de pilones de formigó armat al seu llit. La primera pedra es va col·locar el 1937, el conjunt d'edificis es va acabar el 1939 i una nova ala es va acabar el 1967. No obstant això, el 1992, la seu del parlament de Fiji es va traslladar fora d'aquest complex i es va traslladar a un de nou a la carretera de Ratu Sukuna.
La Casa del Govern va ser antigament la residència dels governadors colonials de Fiji i, després de la independència de Fiji el 1970, dels governadors generals. Avui és la residència oficial del President de Fiji. La casa original del lloc es va construir l'any 1882, però un incendi provocat per un llamp la va destruir l'any 1921. Va ser reconstruït l'any 1928.
El campus de Suva de la Universitat del Pacífic Sud (USP) ocupa el que originàriament era una base militar de Nova Zelanda. És el més gran dels molts campus de la USP repartits per tot el Pacífic Sud. USP és la universitat més gran de les illes del Pacífic fora de Hawaii, i els seus cursos estan reconeguts i avalats internacionalment.
El Museu de Fiji, ara situat als jardins Thurston, va ser fundat l'any 1904, i originalment ocupava l'antic ajuntament. Es va traslladar a la seva ubicació actual l'any 1954. El museu acull la col·lecció d'artefactes de Fiji més extensa del món i també és una institució d'investigació i educació, especialitzada en arqueologia, preservació de la tradició oral de Fiji i publicació de material sobre la llengua i la cultura de Fiji.
Suva té 78 parcs. El nou jardí Takashi Suzuki, a Apted Park a Suva Point, és un lloc popular per veure la sortida i la posta de sol. Thurston Gardens, inaugurat el 1913, inclou flora de tot el Pacífic Sud.
Suva té moltes zones comercials i comercials, sobretot Cumming Street, que ha estat una zona comercial vibrant i colorida des de l'època colonial. La zona de Cumming Street inclou edificis colonials originals i carreteres estretes. Suva també té centres comercials moderns, com el Suva Central Shopping Mall, el Mid-City Mall i MHCC, juntament amb altres desenvolupaments que donen a bona part de la ciutat un aspecte modern i sofisticat.
TappooCity és el centre comercial més gran de Fiji i el més gran del Pacífic Sud fora d'Austràlia i Nova Zelanda. Aquest edifici de poca altura (de sis plantes) es va construir el desembre de 2009 en una empresa conjunta de FNPF i el Grup d'Empreses Tappoo. Té un valor de 25,7 dòlars EUA milions (50 milions FJD).
Les obres de construcció van començar el gener de 2011 per a un complex de mini-centre comercial a Grantham Road, darrere del Complex Sports-City i a prop del campus de Suva de la Universitat del Pacífic Sud. Estava previst que s'acabés el 2012 i que albergués restaurants, punts de venda i cinemes.

## Economia

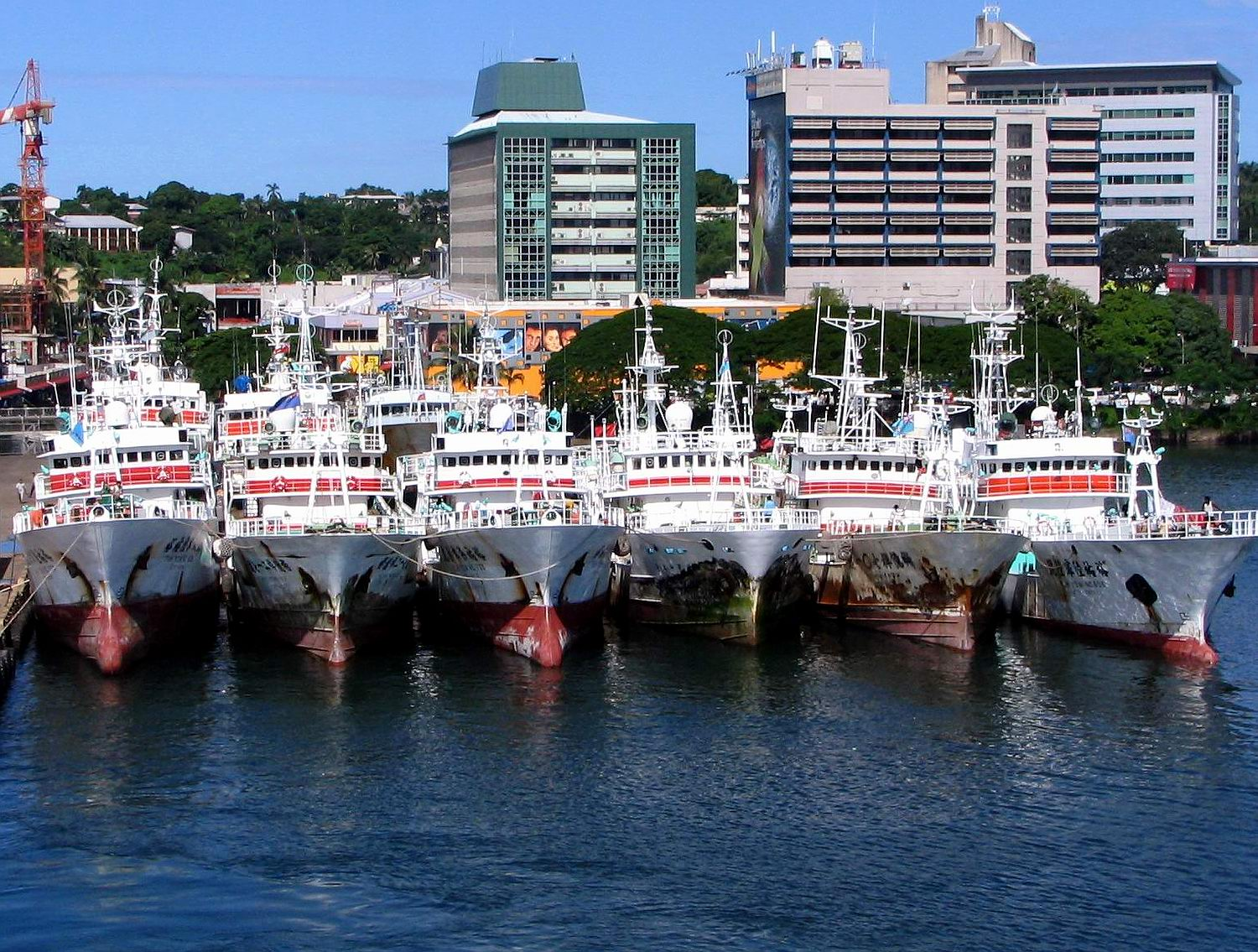
Port de Suva

A diferència de la majoria de ciutats i pobles de Fiji, i moltes arreu del món, Suva no va créixer al voltant d'una sola indústria. S'ha desenvolupat gradualment fins a convertir-se en la ciutat més gran i sofisticada de les illes del Pacífic i un centre regional. Els fijians d'ascendència índia han donat forma a l'economia de Fiji, contribuint enormement al creixement de Suva i al seu estatus com a capital econòmica i política de Fiji. Suva és el centre comercial de Fiji: la majoria dels bancs internacionals tenen la seva seu del Pacífic aquí, inclosos ANZ i Westpac Bank. A més, la majoria de les institucions financeres de Fiji, les organitzacions no governamentals i els ministeris i departaments governamentals tenen la seu aquí. En un moment donat, tant Fiji Airways (ara Fiji Airways) com Air Fiji tenien la seu a Suva.
Gran part de l'enviament internacional de Fiji, així com l'acoblament de creuers internacionals, té lloc a Kings Wharf de Suva. Això ha portat al creixement de la indústria turística de Suva.
La més gran de les diverses àrees industrials de Suva és Walu Bay, que acull fàbriques, magatzems, empreses d'importació-exportació, drassanes, drassanes de contenidors, una fàbrica de cervesa i moltes impremtes. Altres zones industrials notables són Vatuwaqa, Raiwaqa i Laucala Beach.
Suva compta amb molts mercats pròspers i complexos comercials. Entre les zones més populars per a compres i comerç es troben Cumming Street i Victoria Parade.

## Institucions

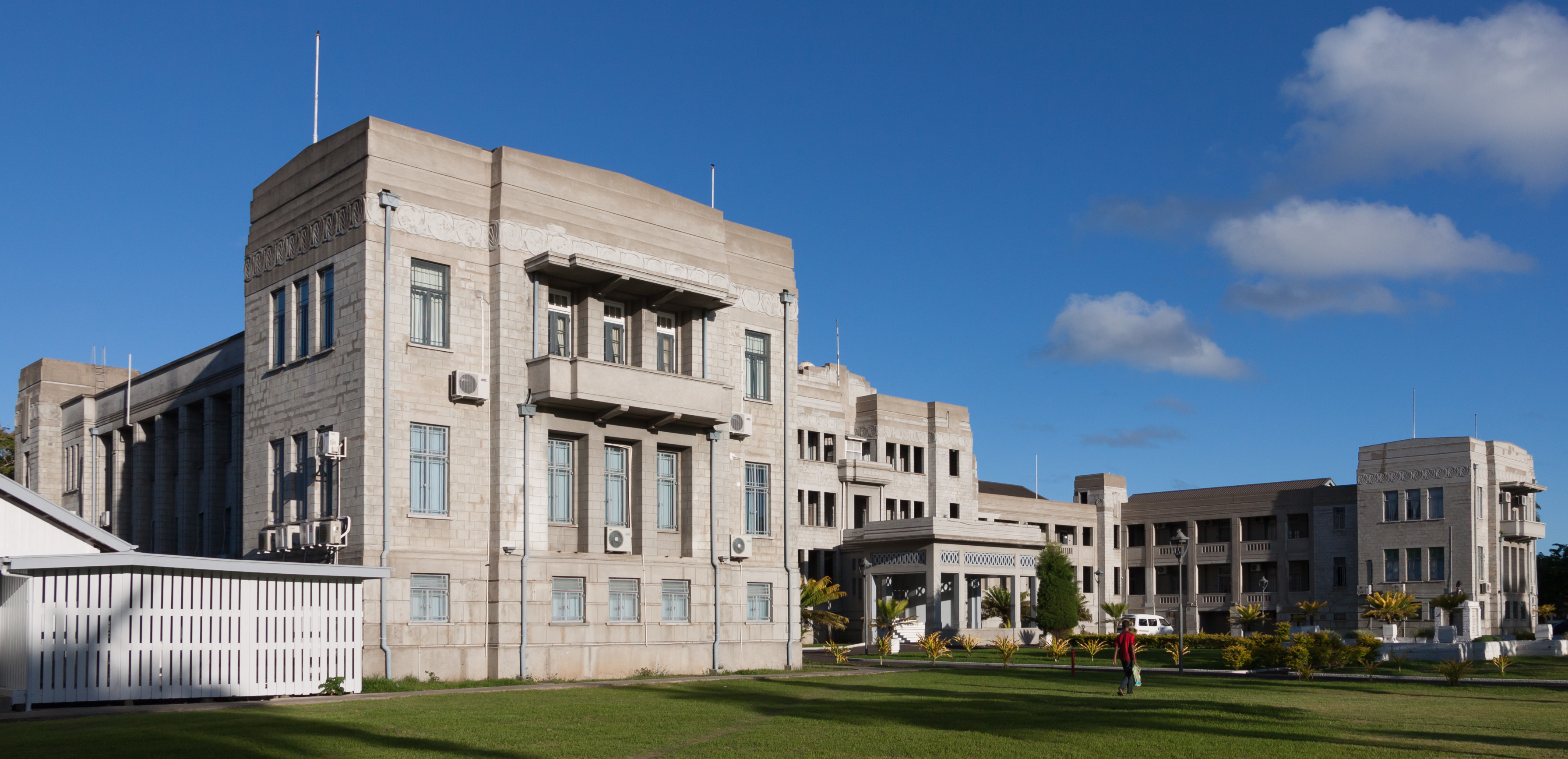
Edificis governamentals, CBD de Suva

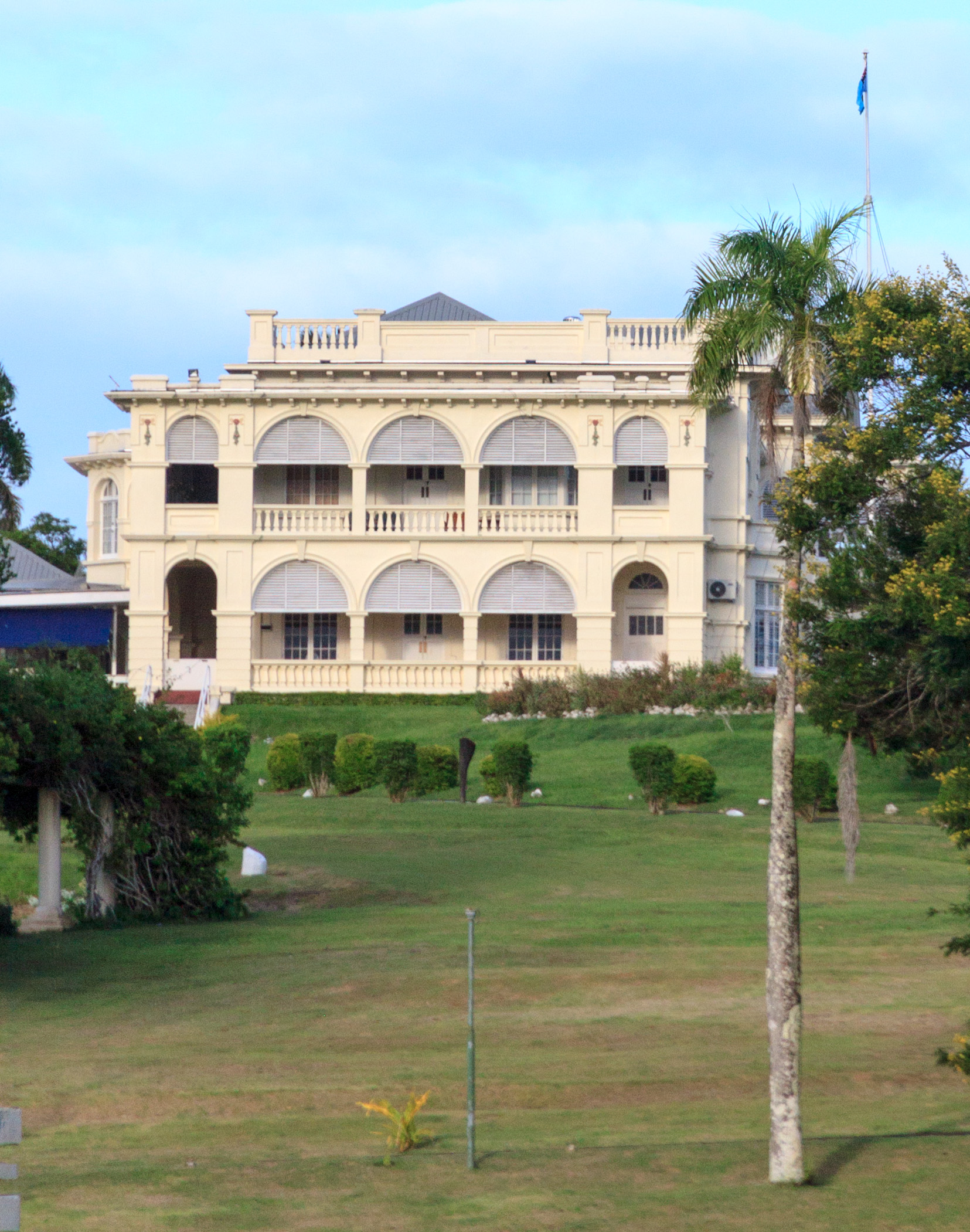
Casa de Govern - Residència Presidencial

Suva acull més agències intergovernamentals internacionals i regionals i ONG que qualsevol altra capital de les illes del Pacífic. Alguns dels cossos amb presència a Suva són:
- El programa TRAFFIC Oceania del Pacífic Sud, finançat per l'Oficina d'Afers Exteriors i de la Commonwealth del Regne Unit, es troba a Suva, a les oficines del Programa del Pacífic Sud de WWF. El programa ajuda a la implementació de CITES i reforça la col·laboració amb el Fons Mundial per a la Natura.
- La Facultat de Medicina de Fiji, que ara està classificada com a agència regional i membre del Consell d'Organitzacions Regionals del Pacífic.
- La Universitat de Fiji.
- Escola d'Infermeria de Fiji.
- La Universitat del Pacífic Sud, que opera un campus a Suva, així com a altres ubicacions del Pacífic Sud.
- La Universitat Nacional de Fiji, que és un politècnic important a Fiji i atén estudiants de moltes petites nacions de les illes del Pacífic. Té centres a altres ciutats de Fiji de Nadi, Ba i Labasa.
- El Fiji College of Advanced Learning.
- TPAF (Autoritat de Formació i Productivitat de Fiji).
- Comunitat del Pacífic (SPC).
- Secretaria del Fòrum de les Illes del Pacífic.
- La Comissió de Geociència Aplicada del Pacífic Sud (SOPAC).
- St John's Theological College, Suva.
- El Seminari Regional del Pacífic (PRS).
- The Pacific Theological College (PTC).
- Femmus Escola d'Hostaleria.
- Escola Yat Sen.
- Aliança Francesa.
- Greenpeace Pacífic.
- Seu del PNUD (Papua Nova Guinea, Vanuatu, Fiji, Tonga, Samoa, Illes Cook, Palau, Micronèsia, Illes Marshall, Tuvalu, Kiribati, Niue, Nauru).
- Seu central del Banc Asiàtic de Desenvolupament Pacífic
- Seu del Banc Mundial

## Entreteniment i cultura

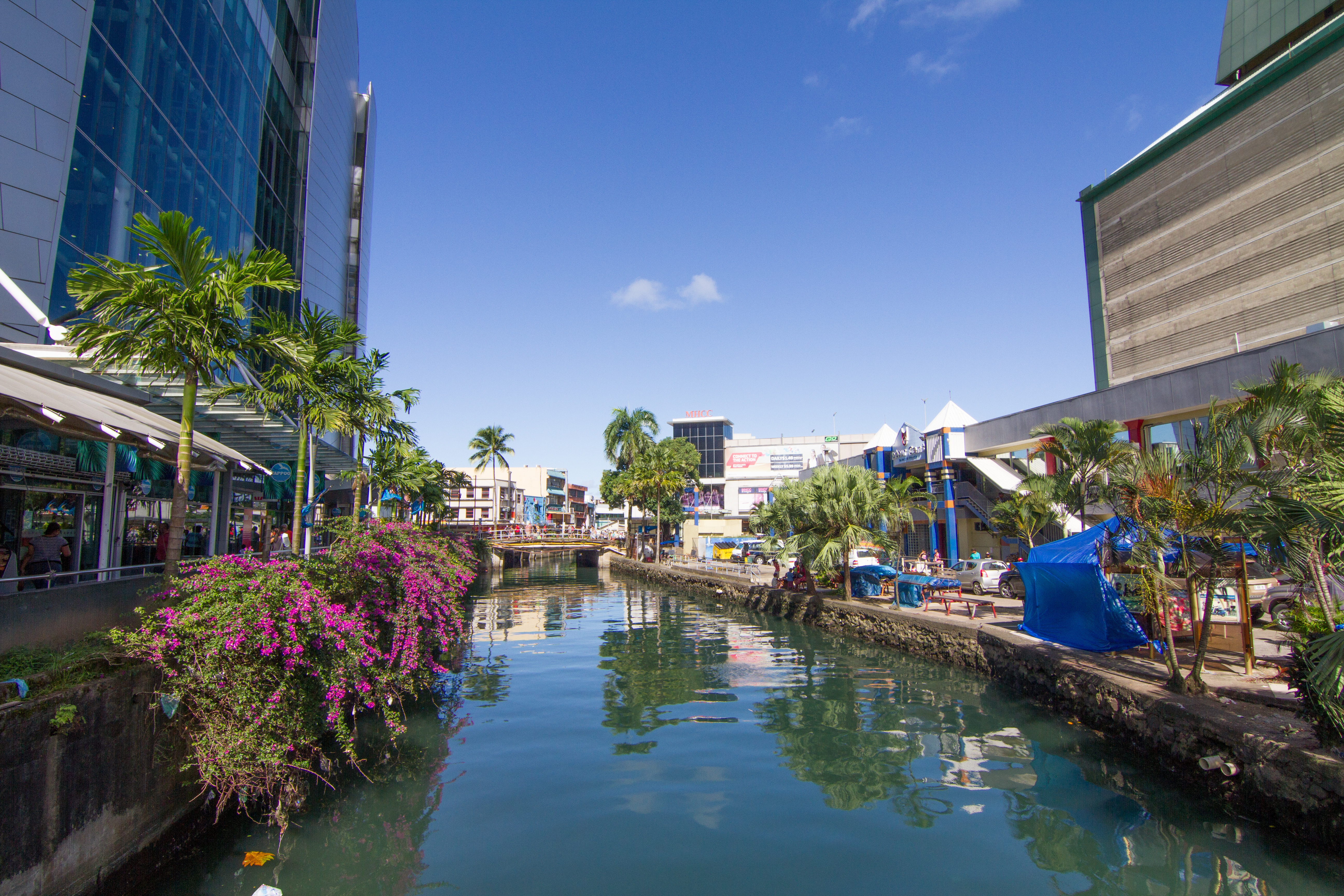
Canal i zona comercial

Suva és la capital cultural i d'entreteniment d'Oceania i acull molts esdeveniments regionals, nacionals i locals. La ciutat té una infraestructura d'entreteniment i esdeveniments molt desenvolupada i avançada i acull un calendari d'esdeveniments ocupat cada any.

### Llocs
Suva té molts espais polivalents, els principals són el Vodafone Arena, amb capacitat per a 5.000 persones, l'HFC Bank Stadium, amb capacitat per a 30.000 persones, el FMF National Gymnasium Suva, amb capacitat per a 2.000 persones i l'Auditori Cívic, amb capacitat per a 1.000 persones.

### Parcs i jardins

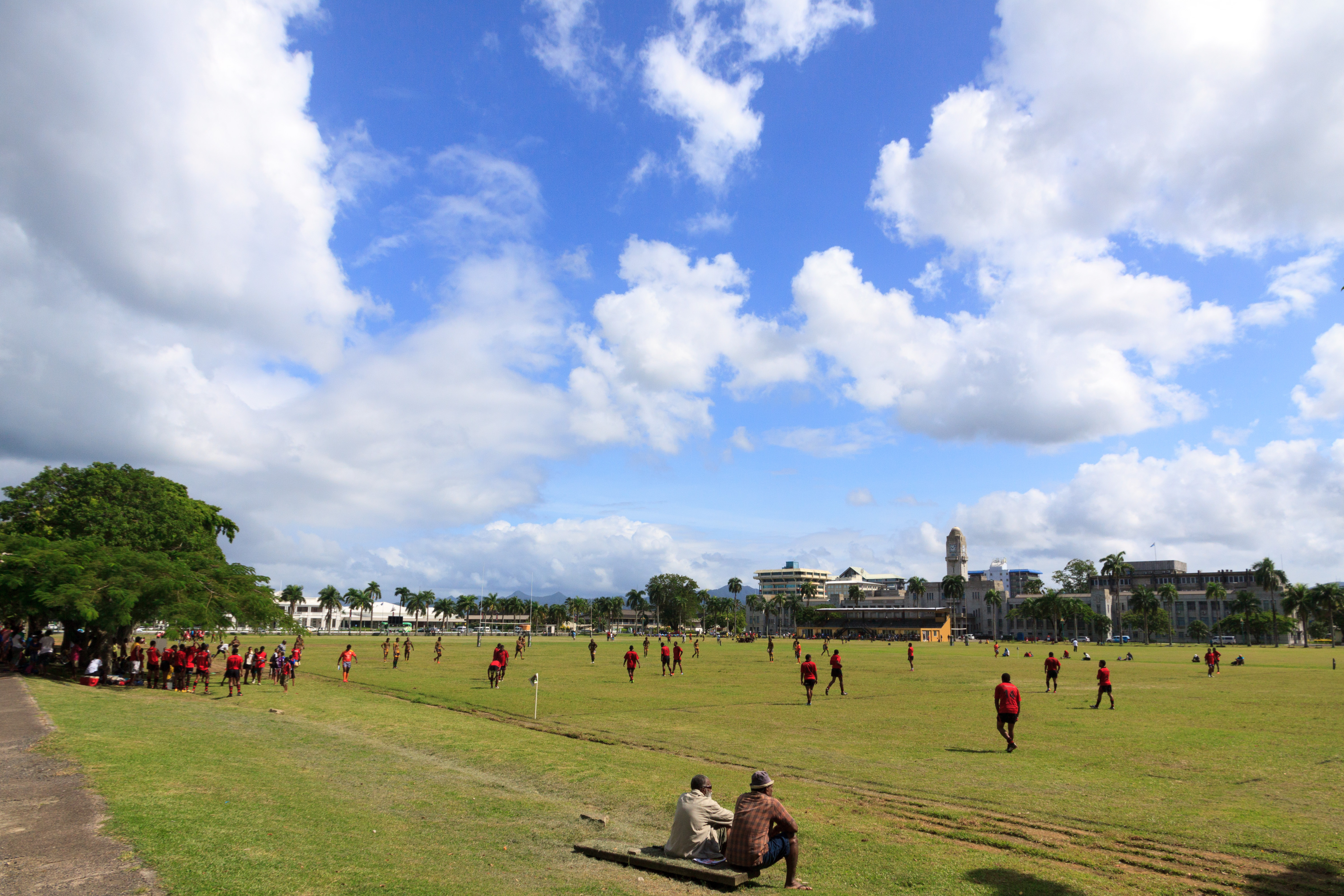
Albert Park

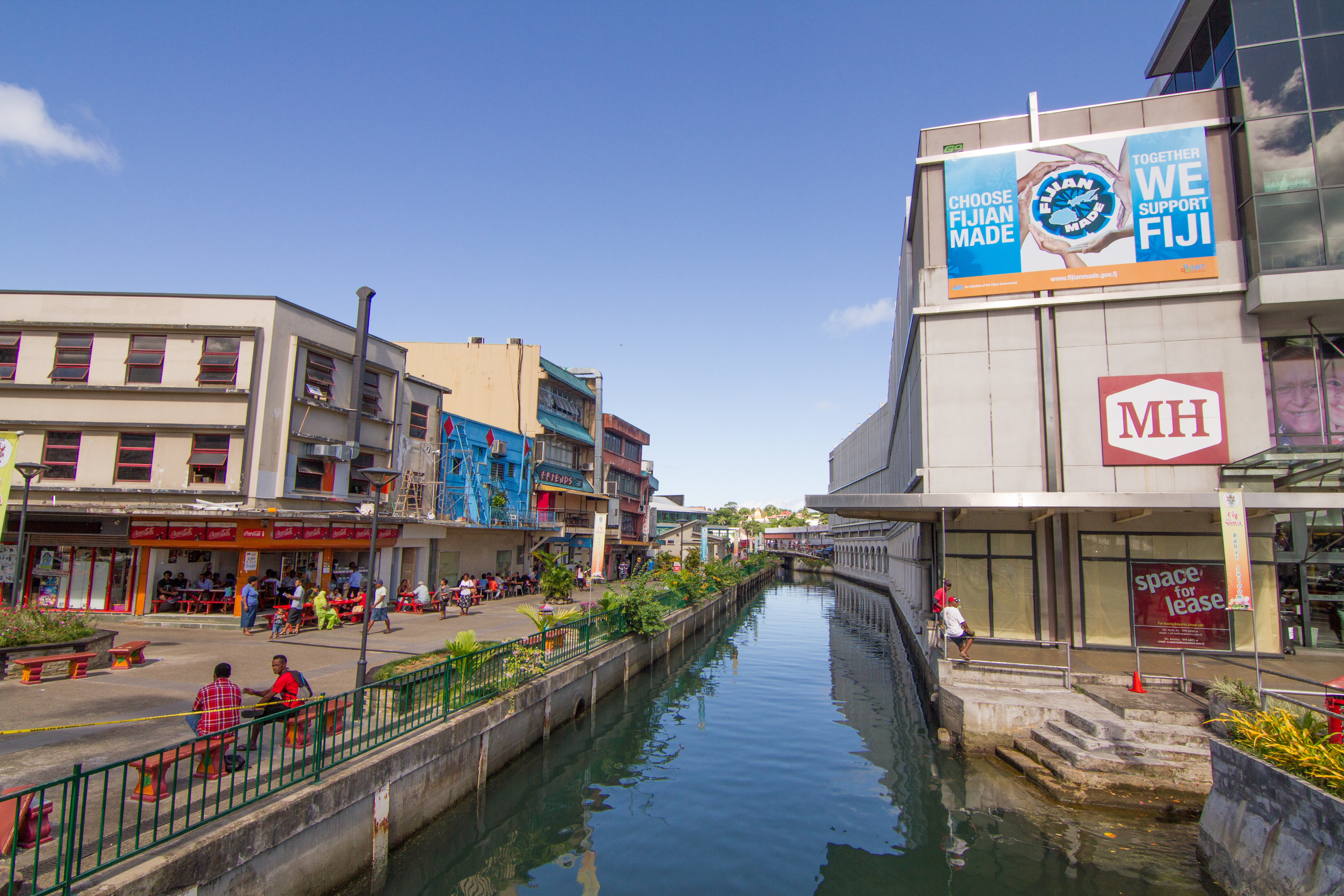
Canal al centre de la ciutat

Suva té diversos parcs i alguns jardins. Albert Park, al centre de la ciutat, és famós per ser l'escenari de molts esdeveniments històrics nacionals com la Independència de Fiji, el desembarcament de Kingsford Smith a la Creu del Sud i moltes desfilades i carnavals. Sukuna Park, també al CBD, és un popular parc recreatiu i té moltes actuacions i esdeveniments setmanalment. Thurston Gardens (anomenat així pel governador de Fiji John Bates Thurston) és el principal jardí botànic de la ciutat i la ubicació del Museu de Fiji. Queen Elizabeth Drive és popular com a passeig panoràmic per la costa de Suva. Molts habitants de la ciutat van a la reserva forestal de Colo-i-Suva, a poca distància amb cotxe del centre de la ciutat, per nedar sota les cascades.
A Suva se celebren molts concerts, alguns d'altres països per gaudir d'actuacions de primer nivell. Els concerts i els espectacles s'organitzen habitualment en algun dels escenaris esmentats amb periodicitat mensual. Alguns dels artistes de música famosos que fan espectacles a Suva inclouen UB40, Lucky Dube, O'Yaba, Sean Kingston i molts altres. A causa de l'interès afavorit per Bollywood per part de tots, alguns cantants i actors destacats han fet espectacles a la capital que inclouen cantants com Shaan, Sonu Nigam, Sunidhi Chauhan i artistes de cinema com Shah Rukh Khan, Priyanka Chopra, Johnny Lever, Dino Morea, Rajpal Yadav, Sunny Leone i similars.

### Menjar
Suva ofereix una experiència culinària variada i interessant on gairebé totes les cuines principals, si no totes, estan representades. Les cuines especialment populars són la de Fiji, l'índia, la xinesa, l'americana i els aliments d'altres orígens culturals i ètnics. Els fijians d'ascendència índia han influït en la cuina de Fiji, creant en el procés l'únic curri indi de Fiji. Els treballadors contractats van portar amb ells espècies, xiles i altres herbes i verdures que ara formen part de l'experiència culinària de Fiji.

### Festivals
Durant l'any, a Suva se celebren festivals d'art, música i comerç, encara que a petita escala. Hi ha uns quants festivals importants i notables que tenen lloc anualment i aquests inclouen el Festival de l'Hibiscus (el carnaval més gran de les illes del Pacífic Sud), la festa del carrer d'Any Nou i la fira comercial de Fiji Show Case que inclou passejades de carnaval, menjar, així com màgia i espectacles de circ.

### Vida nocturna
Suva té una vida nocturna vibrant on la majoria de discoteques i bars obren a última hora de la tarda i romanen oberts fins a les 5 soc. La vida nocturna de Suva s'adapta a tots els gustos, estats d'ànim i gustos. Les parades de menjar estan obertes durant tota la nit i la ciutat està ben vigilada a la nit. A part de les discoteques, hi ha salons i bars per a aquells que busquen entreteniment senzill.
El costat més sòrdid de Suva és Victoria Parade, on hi ha discoteques com Signals Night Club, East Court Restaurant i Angel Night Club al mateix tram.

### Cinema
El centre de Suva té un complex de cinema principal, Village Six, propietat dels germans Damodar. Els teatres Regal i Phoenix, que abans del nou mil·lenni pertanyien als germans Sharan, han tancat des de llavors. Un segon complex de cinema és el Damodar City Complex, a la zona comercial de Laucala Bay, que té sis pantalles més, juntament amb botigues i restaurants i cafeteries.
Una altra característica interessant de Suva és el nombre creixent de pel·lícules de Bollywood que es roden a la capital.

### Esports

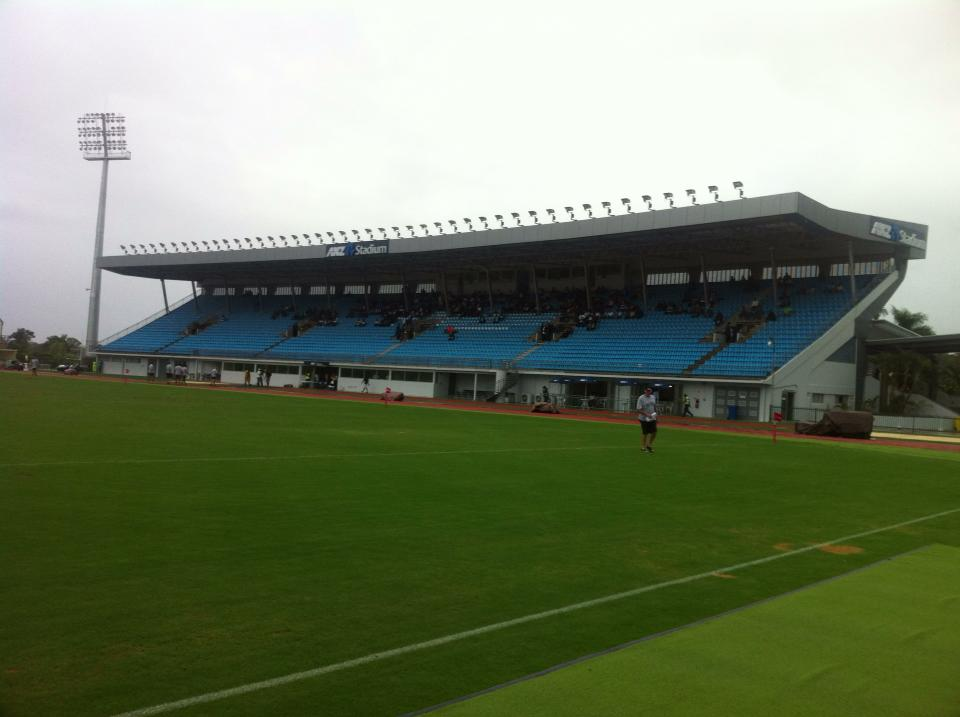
Estadi HFC Bank

Suva acull molts esdeveniments esportius regionals i nacionals, sobretot a l'estadi HFC Bank. Un destacat especial són els Coca-Cola Games, la reunió d'atletisme de secundària més gran del món. La capital està representada en els principals esdeveniments esportius pels seus respectius equips de rugbi, netball i futbol.
Suva va ser l'amfitrió dels primers Jocs del Pacífic, el 1963. Quaranta anys més tard, el 2003, els Jocs van tornar a la capital de Fiji, amb un programa complet de 32 esports introduïts per primera vegada. Suva va celebrar els jocs per segona vegada el 1979. Després d'haver acollit l'esdeveniment tres vegades, Suva ha celebrat els Jocs del Pacífic més sovint que qualsevol altra ciutat.

### Mitjans de comunicació

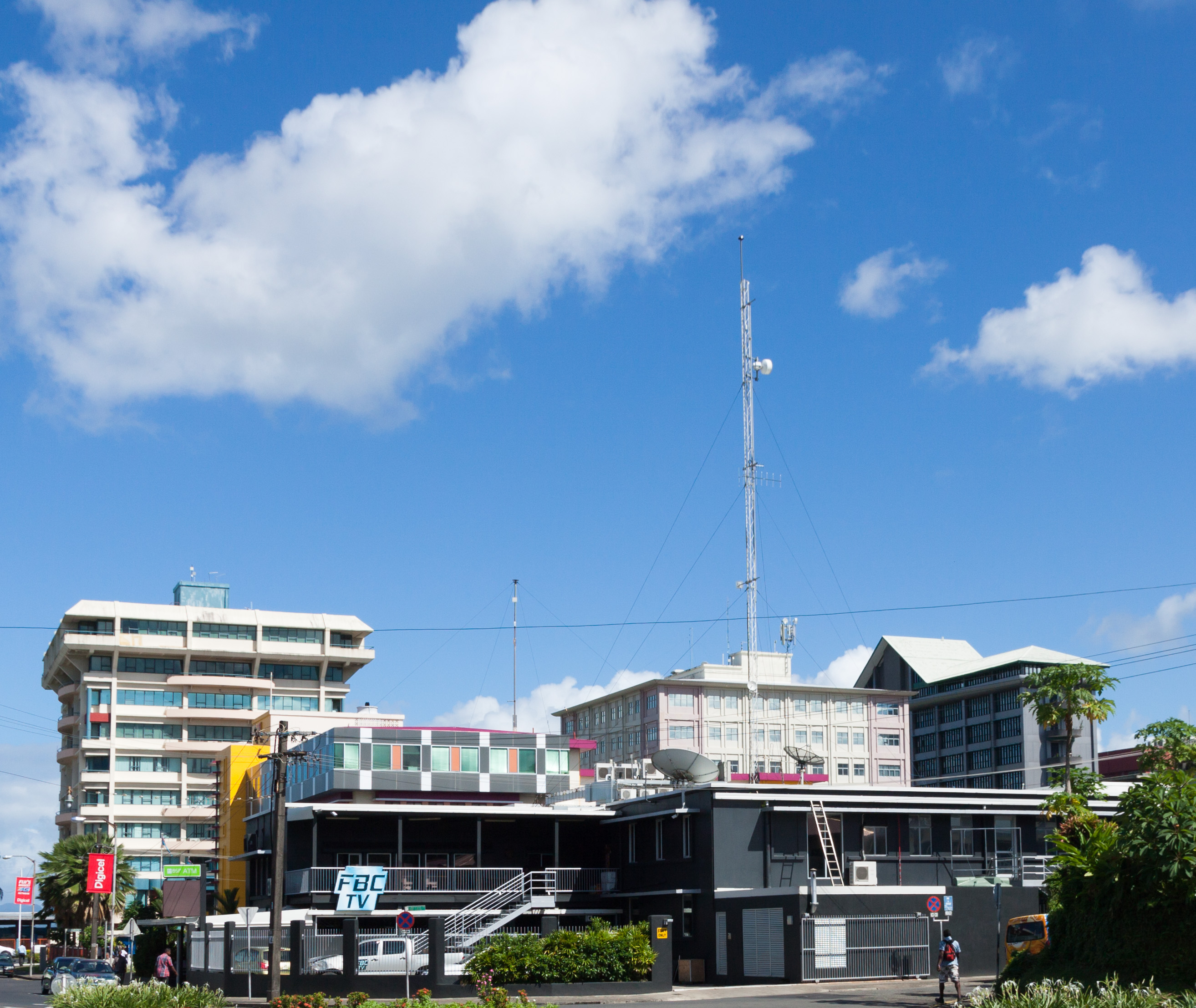
Edifici FBC TV

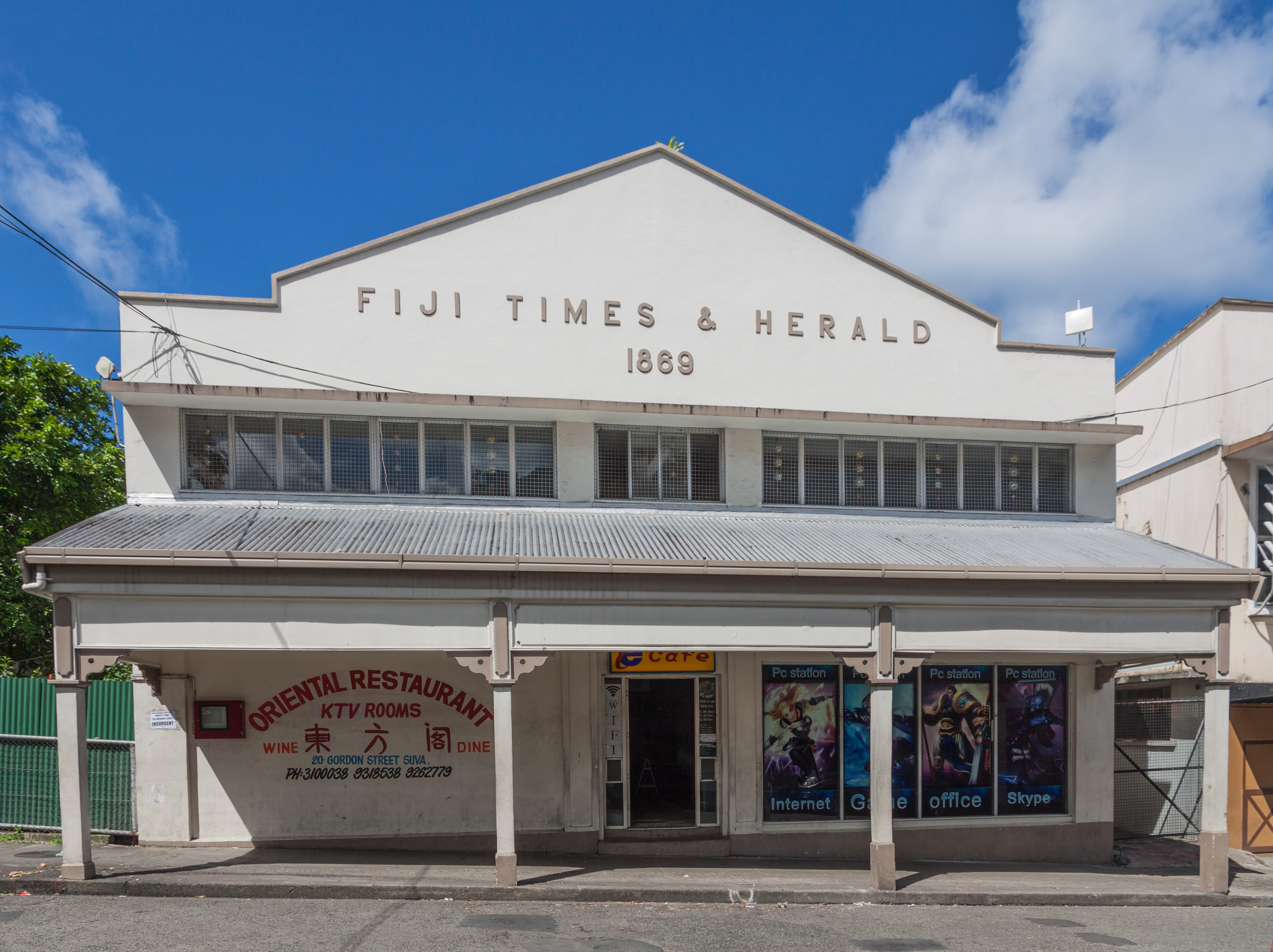
Edifici del Fiji Times

Amb seu a Suva hi ha les tres principals televisions nacionals, Fiji One, FBC TV i May TV juntament amb el Ministeri d'Informació de Fiji, que produeix programes governamentals, així com notícies nacionals i butlletins d'actualitat. Fiji One produeix i emet el seu butlletí nocturn 'National News' des dels seus estudis de Gladstone Road a Central; FBC TV emet el seu butlletí "FBC News" des dels seus estudis, també a Gladstone Road. Sky Pacific i Pacific Broadcasting Services Fiji són les dues companyies de televisió per satèl·lit de pagament amb seu aquí.
Suva és la seu de les emissores de ràdio nacionals Fiji Broadcasting Corporation (FBC) i Communications Fiji Limited (CFL), entre elles que ofereixen 12 emissores de ràdio nacionals.
Els dos diaris, The Fiji Times i The Fiji Sun s'imprimeixen aquí (i, abans, el Fiji Post). Molts altres setmanaris tenen la seu i es publiquen a Suva, com Inside Fiji, Nai Lalakai (setmanari en llengua iTaukei), Shanti Dut (setmanari Fiji Hindi), revistes nacionals com Repúblika i Mai Life, així com revistes regionals com Islands Business.

### Compres i moda

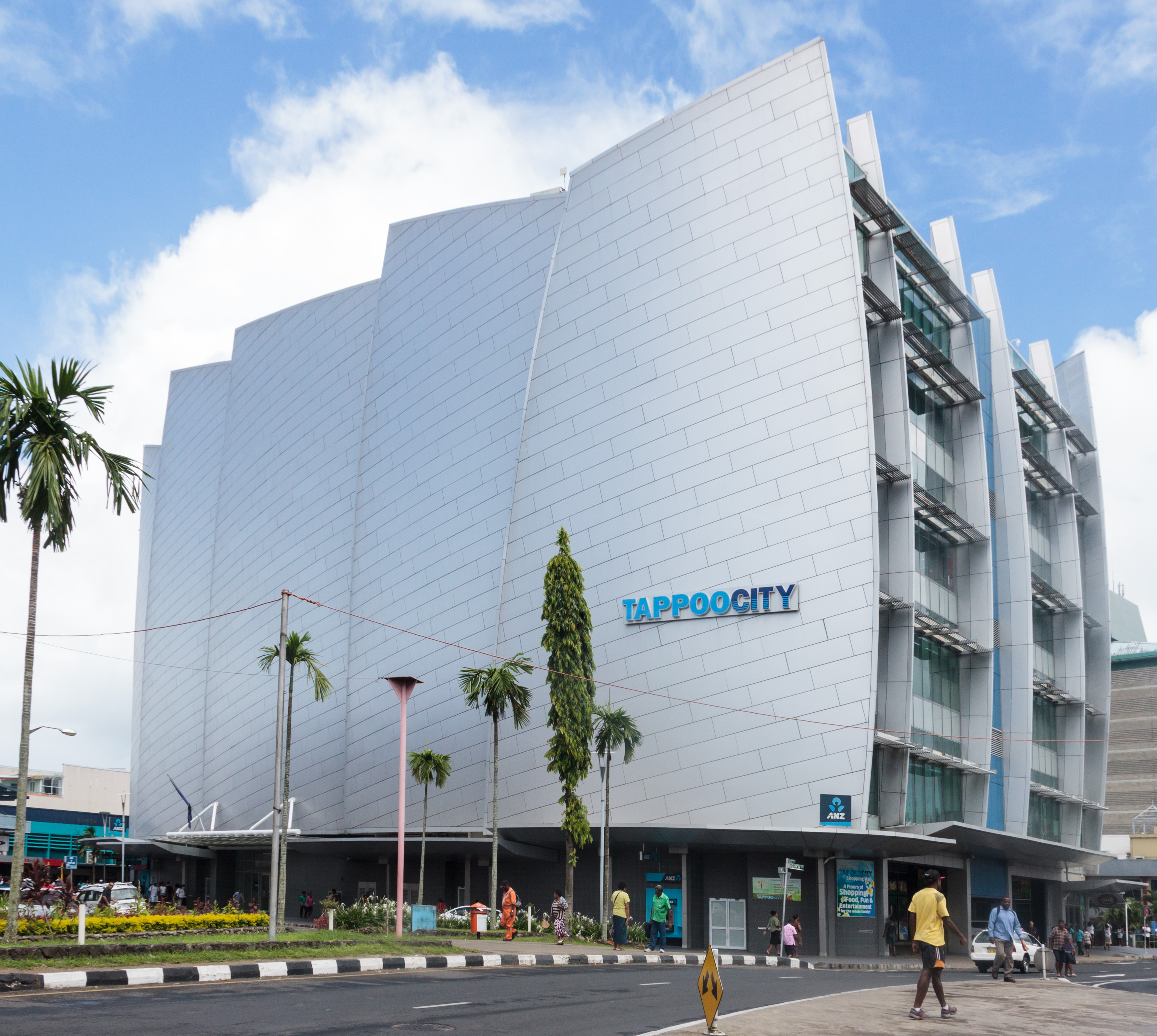
Centre comercial Tappoo City

Suva és una de les ciutats del Pacífic més favorables als compradors. La ciutat ofereix les seves botigues en un clúster que es coneix com a Suva Central. Zones com Cumming Street i Marks Street són per a roba, joieria, menjar, electrònica, productes farmacèutics i molt més. Terry Walk i el mercat de puces ofereixen artesania i productes locals. A prop, grans i nous complexos comercials dominen la zona del canal, com ara MHCC (Morris Hedstrom City Center), Tappoo City i Suva Central. A les zones exteriors d'aquest radi hi ha botigues de telecomunicacions i d'electrònica, així com botigues de material esportiu.
Suva també acull la seu del Fashion Council of Fiji, l'organització de moda més important de la regió. El Fijian Fashion Festival, la plataforma comercial i de moda de consum més gran de la regió, té lloc anualment al Grand Pacific Hotel de Suva.

## Transport

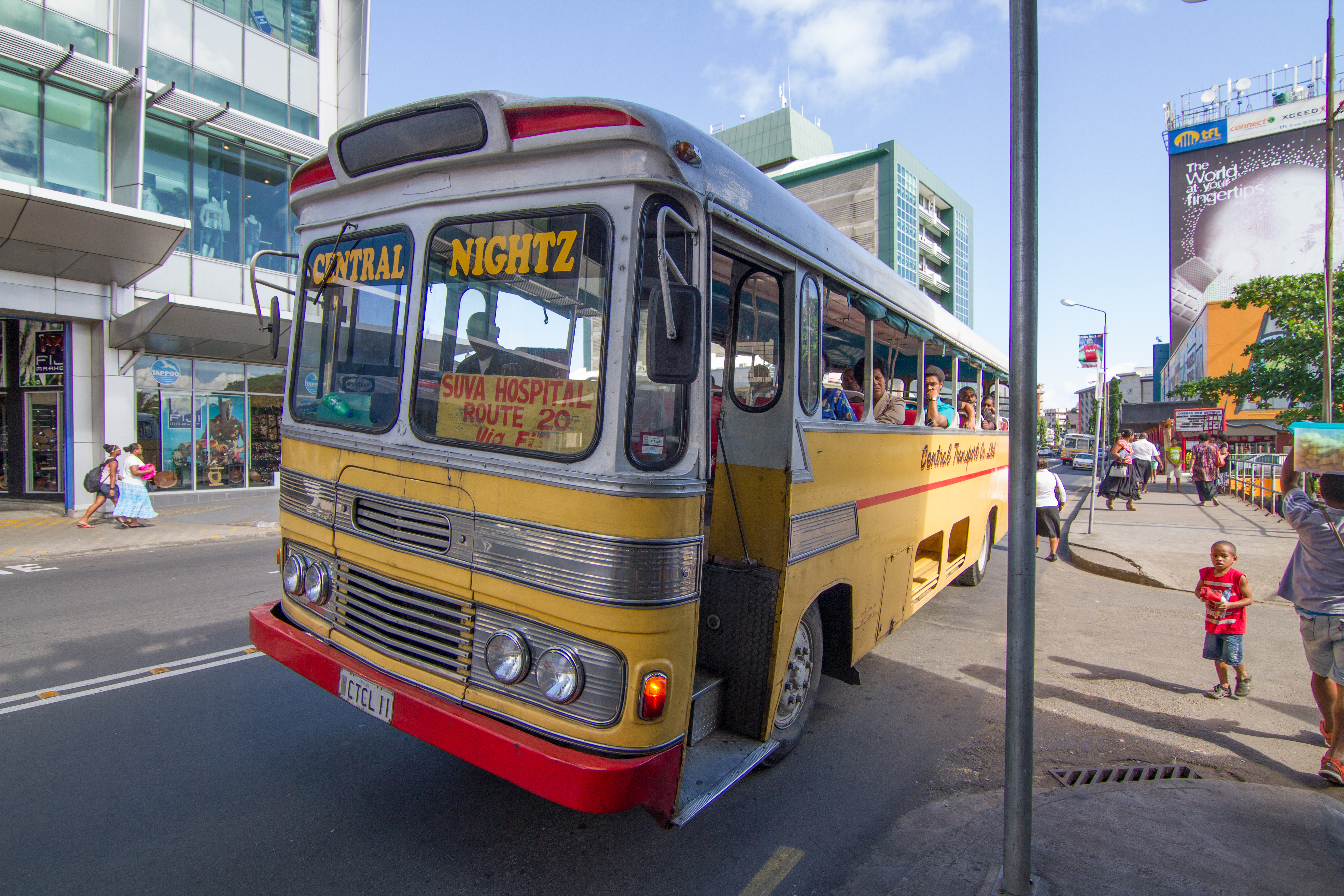
Autobús Ruta 20

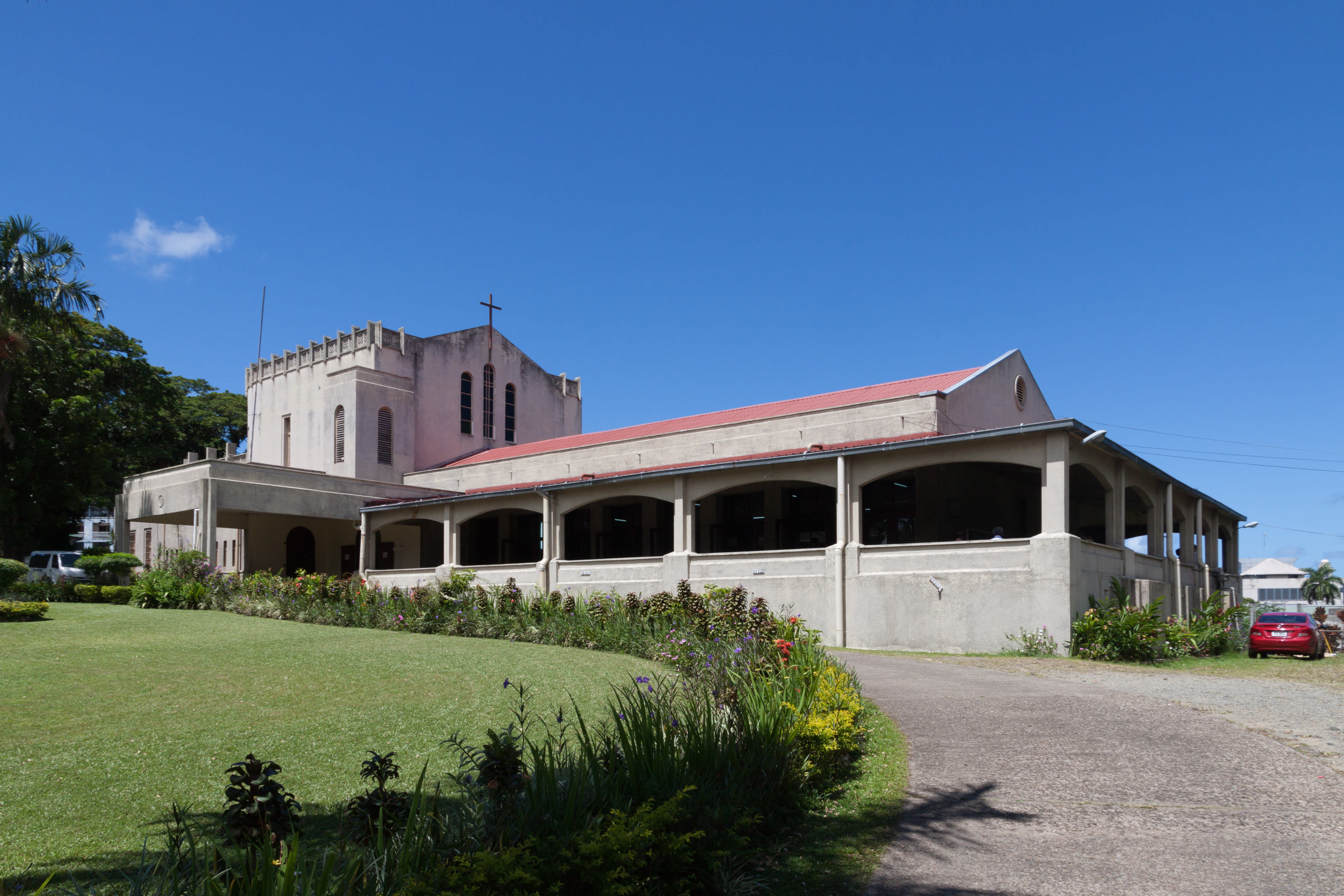
Holy Trinity Anglican Cathedral, Gordon Street, Suva

L'aeroport internacional de Nausori serveix principalment al mercat nacional, connectant Suva amb l'altre aeroport internacional de Fiji, l'aeroport internacional de Nadi, i dona servei a avions internacionals més petits, alhora que donen servei a les rutes de Brisbane i Sydney. Fiji Airways opera un vol dues vegades per setmana des de l'aeroport internacional de Nausori a Auckland, Nova Zelanda, per complementar els seus 13 vols setmanals de Nadi a Auckland, així com els vols a Port Vila. A més, s'ha reprès la ruta Nausori-Sydney. Fiji Link ofereix serveis a llocs nacionals dins de Fiji com Savusavu i Rotuma.
Suva té un sistema de transport públic format per autobusos (Central Transport Co.) i taxis que donen servei a l'àrea metropolitana, així com a les ciutats de Nasinu, Nausori i la ciutat de Lami. Hi ha serveis d'autobusos que connecten Suva amb altres pobles i ciutats de Viti Levu a través de les carreteres Kings, Queens o Princes, totes amb origen a Suva, encara que aquesta última acaba al pont de Rewa a Nausori.
Hi ha un servei de ferri domèstic des del Princess Wharf fins a les illes exteriors de Fiji, així com Vanua Levu. Vaixells internacionals i creuers atraquen a Kings Wharf de

## Història
El 1868, quan Suva encara era un petit poble, el cap de Bauan, Seru Epenisa Cakobau, va concedir 5.000 km² de terres a la Polynesia Company, amb seu a Austràlia, a canvi de la promesa de l'empresa de pagar els deutes dels Estats Units. Més d'una desena part d'aquesta superfície, 575 km², es trobava prop de Suva. La intenció original de l'empresa era desenvolupar una indústria de cultiu de cotó, però la terra i el clima van resultar inadequats.
El 1874, el control de les illes Fiji va ser cedit al Regne Unit. L'any 1877, les autoritats colonials van decidir traslladar la capital a Suva des de Levuka, Ovalau, Lomaiviti, perquè la ubicació de Levuka entre una muntanya escarpada i el mar feia impracticable qualsevol expansió de la ciutat. El coronel FE Pratt dels Royal Engineers va ser nomenat agrimensor general el 1875 i va dissenyar la nova capital a Suva, assistit per W. Stephens i el coronel RW Stewart. El trasllat a Suva es va fer oficial l'any 1882.

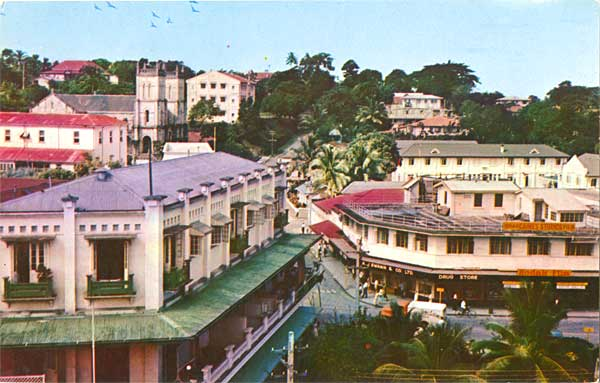
Districte de negocis central de Suva a la dècada de 1950

El 1910, Suva va adquirir l'estatus de municipi, segons l'Ordenança de la Constitució Municipal de 1909. La seva àrea va romandre una milla quadrada fins al 1952 quan Suva es va annexionar els barris de Muanikau i Samabula, ampliant el seu territori a 13 km². L'octubre d'aquell any, Suva va ser designada oficialment com a ciutat, la primera de Fiji. Suva es va annexionar més tard Tamavua. Més recentment, Suva va ampliar encara més els seus límits incorporant l'àrea de Cunningham a la seva vora nord. Des de llavors, el creixement en taca d'oli ha provocat el creixement d'una sèrie de suburbis que romanen fora dels límits de la ciutat. Juntament amb la ciutat, formen l'àrea metropolitana coneguda com la Gran Àrea de Suva.

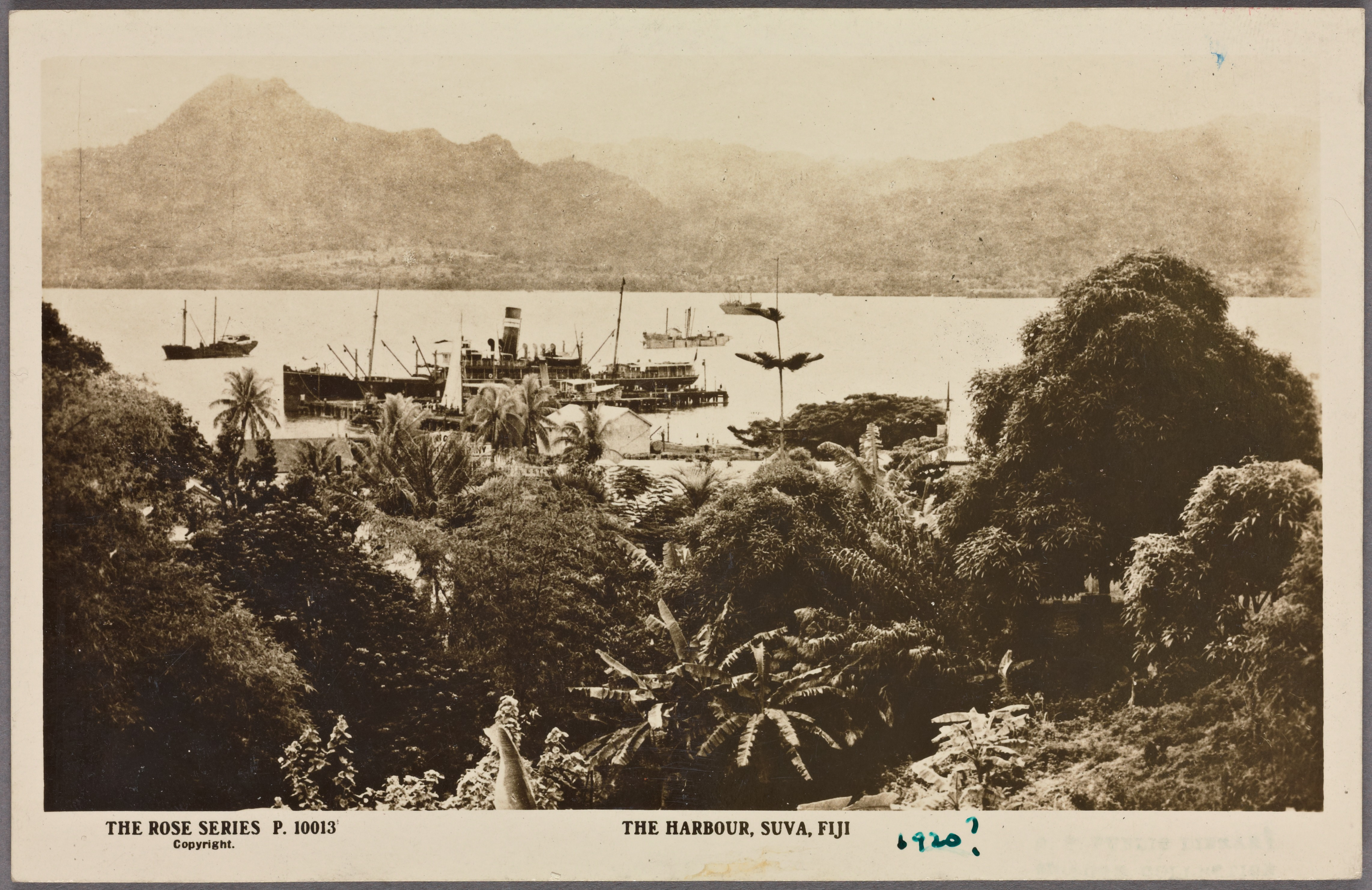
Suva, Fiji, c. 1920

Suva va acollir els Jocs del Pacífic Sud el 2003 per tercera vegada en els 40 anys d'història de l'esdeveniment. En preparació per acollir l'esdeveniment, el govern de Fiji, amb l'ajuda d'un 16 $; un paquet d'ajuda de la República Popular de la Xina va finançar la construcció d'un nou gimnàs, centre esportiu cobert, piscina, estadi, camp d'hoquei herba i tribunes a la zona de Suva.

## Persones il·lustres
Aquesta és una llista de persones famoses que viuen o són originàries de Suva.
- Samueli Naulu, jugador de rugbi.
- Petero Civoniceva (nascut a Suva), jugador de la lliga australiana de rugbi
- Noor Dean, advocat i polític indi de Fiji, Ajuntament de Suva i Cambra de Representants
- Josua Koroibulu, juga a la lliga de rugbi a l'equip nacional de rugbi de Fiji
- Nalini Krishan, actriu de cinema de Star Wars
- Craig Parker, actor neozelandès
- Paulini (nascut a Suva), cantant i compositor australià
- Semi Radradra, jugador de Parramatta Eels i juga a l'equip nacional de rugbi de Fiji
- Waisale Serevi, equip de rugbi de Fiji
- Devanesh Sharma, principal advocat de Suva i expresident de la Fiji Law Society
- Jimmy Snuka, lluitador professional entre 1968 i 2015
- Sitiveni Sivivatu, All Black Chiefs (franquícia de superrugbi)
- Semi Tadulala, juga a rugbi al Gloucester Rugby a Anglaterra i a Fiji al rugbi unió abans de futbolista professional de la lliga de rugbi per Melbourne Storm, Bradford Bulls i l'equip nacional de rugbi de Fiji
- Lote Tuqiri, va jugar a la unió de rugbi a la selecció australiana de rugbi
- Tarisi Vunidilo, arqueòloga i comissària de Fiji
- Marques Whippy, jugador de bàsquet professional[15]

## Ciutats agermanades
Suva està agermanada amb:
- Beihai, Xina
- Brighton, Austràlia
- Guangdong, Xina
- Frankston, Austràlia
- Port Moresby, Papua New Guinea
- Shaoxing, Xina
- Yongsan, Seul, Corea del Sud
- Virac, Filipines